# Podatek ekologiczny
Podatek ekologiczny (również podatek na ochronę środowiska) – podatek ze szczególną podstawą opodatkowania, która ma wyraźnie negatywny wpływ na środowisko, lub podatek, który służy opodatkowaniu niektórych działań, towarów lub usług w celu włączenia w ich cenę kosztów ochrony środowiska lub w celu ukierunkowania producentów i konsumentów na działania charakteryzujące się większym poszanowaniem dla środowiska.
Podatek ekologiczny bywa też używany do osiągania dorażnych celów gospodarczych, np. wzrostu sprzedaży nowych samochodów. W tym kontekście nie ma on nic wspólnego z ekologią i jest często efektem lobbingu grup przemysłowych.
Podatek ekologiczny jest świadczeniem pieniężnym, którego podstawą jest jednostka naturalna pewnego zjawiska, które wywiera szczególnie negatywny wpływ na środowisko. OECD definiuje podatek ekologiczny jako obowiązkową, bezzwrotną płatność na rzecz państwa, która nakładana jest na przedmiot opodatkowania.
Podatki ekologiczne możemy podzielić na:
- podatki od energii i paliw, np. podatek „siarkowy”, „węglowy”, od energii elektrycznej, od paliw lotniczych,
- inne podatki dotyczące środowiska naturalnego, takie jak: od pojazdów silnikowych czy od opakowań.

W odniesieniu do podatków ekologicznych obowiązują dwie regulacje prawne: ustawa o podatku akcyzowym oraz ustawa o podatku od towarów i usług.
Podatek ekologiczny jest stosowany w najbardziej rozwiniętych krajach Unii Europejskiej. Wysokie stawki opłat ekologicznych występują w krajach skandynawskich. W Danii istnieje nietypowy podatek wodociągowy, za większe zużycie wody przez gospodarstwa domowe. W Norwegii istnieje podatek węglowy i siarkowy. W Norwegii podatkiem objęte jest również paliwo lotnicze.
Mocno rozbudowany system podatków ekologicznych występuje w Niemczech, pobierany jest tutaj m.in. podatek od spalania paliw, podatek od zużycia energii elektrycznej.
W Polsce wprowadzenie podatku ekologicznego od samochodów osobowych planowane było na rok 2010. Jego wprowadzenie było jednak kontrowersyjne i wiązało się z oporem posiadaczy starszych samochodów, co spowodowało, że podjęto decyzję o zakończeniu prac w tym kierunku.